# Hullámlovaglás a 2024. évi nyári olimpiai játékokon
A 2024. évi nyári olimpiai játékokon a hullámlovaglás versenyszámait július 27. és augusztus 6. között rendezték meg.. Összesen 2 versenyszámban avattak olimpiai bajnokot.
A versenyeket Franciaország tengeren túli területén, Polinéziában, a Csendes-óceán déli részén rendezték a Tahiti szigetén lévő Teahupo'o falu partvidékén. Ez volt az olimpiák történetében a rendező várostól legtávolabb eső helyszín.

## Éremtáblázat
(A táblázatokban a rendező nemzet sportolói eltérő háttérszínnel, az egyes számoszlopok legmagasabb értéke vagy értékei vastagítással kiemelve.)
| A 2024. évi nyári olimpiai játékok éremtáblázata hullámlovaglásban | A 2024. évi nyári olimpiai játékok éremtáblázata hullámlovaglásban | A 2024. évi nyári olimpiai játékok éremtáblázata hullámlovaglásban | A 2024. évi nyári olimpiai játékok éremtáblázata hullámlovaglásban | A 2024. évi nyári olimpiai játékok éremtáblázata hullámlovaglásban | Olimpia  |
| ------------------------------------------------------------------ | ------------------------------------------------------------------ | ------------------------------------------------------------------ | ------------------------------------------------------------------ | ------------------------------------------------------------------ | -------- |
|                                                                    | Ország                                                             | Arany                                                              | Ezüst                                                              | Bronz                                                              | Összesen |
| 1.                                                                 | Franciaország (FRA)                                                | 1                                                                  | 0                                                                  | 1                                                                  | 2        |
| 2.                                                                 | Egyesült Államok (USA)                                             | 1                                                                  | 0                                                                  | 0                                                                  | 1        |
|                                                                    |                                                                    |                                                                    |                                                                    |                                                                    |          |
| 3.                                                                 | Brazília (BRA)                                                     | 0                                                                  | 1                                                                  | 1                                                                  | 2        |
| 4.                                                                 | Ausztrália (AUS)                                                   | 0                                                                  | 1                                                                  | 0                                                                  | 1        |
|                                                                    |                                                                    |                                                                    |                                                                    |                                                                    |          |
| Összesen                                                           | Összesen                                                           | 2                                                                  | 2                                                                  | 2                                                                  | 6        |

## Érmesek
| A 2024. évi nyári olimpiai játékok érmesei hullámlovaglásban |                                         |                                      |                                     |
| Versenyszám                                                  | Arany                                   | Ezüst                                | Bronz                               |
| Férfi egyéni                                                 | Kauli Vaast · Franciaország (FRA)       | Jack Robinson · Ausztrália (AUS)     | Gabriel Medina · Brazília (BRA)     |
| Női egyéni                                                   | Caroline Marks · Egyesült Államok (USA) | Tatiana Weston-Webb · Brazília (BRA) | Johanne Defay · Franciaország (FRA) |